# Буровая Рудный
Бурова́я Ру́дный — село в Южно-Курильском городском округе Сахалинской области России.

## География
Село находится на охотоморском западном берегу северной части острова Кунашир, в устье реки Северянка, на расстоянии 36 км к северо-востоку от посёлка городского типа Южно-Курильск, административного центра округа.

## История
До присоединения Курильских островов к СССР в 1945 году принадлежало японскому губернаторству Карафуто и называлось Сибэторо (яп. シベトロ). В 1947 селу присвоено современное название. Предлагалось также название Златые Горы, поскольку в окрестностях осуществлялась добыча рудного золота. В 2004 году преобразовано из посёлка в село.

## Население
| 2002 | 2010 | 2021 |
| ---- | ---- | ---- |
| 0    | →0   | ↗1   |